# كفر الأربعين
كفر الأربعين إحدى قرى مركز بنها التابع لمحافظة القليوبية بجمهورية مصر العربية.

## السكان
بلغ عدد سكان كفر الأربعين 4,329 نسمة، حسب الإحصاء الرسمي لعام 2006.